# ثابت بن الدحداح
ثابت بن الدحداح  صحابي من قبيلة بلي كان حليفًا لبني عمرو بن عوف من الأوس، شهد مع النبي محمد ﷺ غزوة أحد، فلما رأى هزيمة المسلمين، وسمع منادي قريش  يدعي أنه قد قُتل النبي محمد، قال: «يا معشر الأنصار إن كان محمد قتل، فإن الله حي لا يموت فقاتلوا عن دينكم»، فاجتمع عليه عدد من الأنصار، فحمل عليهم خالد بن الوليد وعمرو بن العاص وعكرمة بن أبي جهل وضرار بن الخطاب في كتيبة من قريش، فقتلوهم، وكان هؤلاء آخر من قُتل من المسلمين يومها. إلا أن الواقدي قال بأنه لم يمت يومها، وإنما جُرح ثم برأ من جراحاته، ومات على فراشه بعدما انتقض بعض جراحاته بعد عودة النبي محمد ﷺ من صلح الحديبية، وشهد النبي محمد ﷺ جنازته.